# لئوناردو لوپز
لئوناردو لوپز (انگلیسی: Leonardo Lopes؛ زادهٔ ۳۰ نوامبر ۱۹۹۸) بازیکن فوتبال اهل پرتغال است.
از باشگاه‌هایی که در آن بازی کرده‌است می‌توان به باشگاه فوتبال پیتربورو یونایتد و باشگاه فوتبال ویگان اتلتیک اشاره کرد.
وی همچنین در تیم ملی فوتبال زیر ۲۰ سال پرتغال بازی کرده‌است.